# Jakuszowice grób
Jakuszowice – stanowisko archeologiczne z epoki żelaza, datowane na początek V wieku; grób mężczyzny.
Zmarłym był młody mężczyzna, który należał do warstwy arystokratycznej (co wnioskujemy z bogatego wyposażenia), powiązanej z Hunami (łuk refleksyjny oraz motyw złotej folii, charakterystyczny dla pochówków huńskich). Grób był bardzo bogato wyposażony, między innymi w długi masywny miecz z resztkami pochwy, która była pokryta złotą folią oraz ornamentem rybiej łuski. Ponadto w grobie znajdowały się:
- pendent, czyli magiczna zawieszka. Był to bursztynowy krążek zwieńczony almandynem, osadzony w złotej oprawie
- okucie łuku refleksyjnego ze złotej folii
- ozdoby i części stroju: okucia i sprzączki pasa – bogato zdobione w stylu polichromicznym
- części rzędu końskiego wykonane ze srebra i złota z ornamentem stemplowym z zastosowaniem techniki niello

W pobliżu grobu odkryto pozostałości osady zamieszkanej przez ludność kultury przeworskiej. Osada datowana jest od okresu przedrzymskiego po okres wędrówek ludów. Dzięki znaleziskom archeologicznym dowiadujemy się, iż ludność stała na wysokim poziomie metalurgii (także kolorowej), garncarstwa (ceramika z koła) oraz bursztyniarstwa. Dobrze rozwinięty był też handel, co jest poświadczone przez liczne importy w postaci monet rzymskich, fibul, szklanych paciorków, pierścieni i kości do gry, fragmentów kolczug oraz ceramiki terra sigillata.